# 巴沙里夫卡
50°6′25″N 25°20′37″E / 50.10694°N 25.34361°E
巴沙里夫卡（烏克蘭語：Башарівка），是烏克蘭西北部的村莊，隸屬里夫內州的杜布諾區。該村始建於1570年，面積0.94平方公里，海拔高度243米，2001年人口557，人口密度每平方公里595.1人。